# Милошевич, Александр
Го́ран Алекса́ндр Шёстрём Мило́шевич (швед. Goran Alexander Sjöström Milošević; 30 января 1992, Стокгольм) — шведский футболист, защитник клуба АИК и сборной Швеции.

## Карьера

### Клубная
Футболом начал заниматься с восьми лет в родном пригороде Стокгольма Риссне в местной команде. Затем перешёл в молодёжную команду «Васалундса», в котором и началась его профессиональная карьера. Сыграв за два сезона на взрослом уровне 34 матча за основной состав и забив в них пять мячей, Александр привлёк к себе внимание некоторых шведских клубов и получил вызов на тренировочный сбор в юношескую сборную. От просмотра в одном из интересовавшихся клубов — «Юргордене», Милошевич отказался. На просмотр он отправился в другой клуб — АИК, успешно пройдя который и согласовав все детали, он 1 февраля подписал четырёхлетний контракт. Также им интересовались такие клубы, как шотландский «Селтик» и итальянская «Фиорентина». Во время подготовки к сезону получил травму основной защитник АИКа Пер Карлссон, и Александр был призван заменить его в составе на первых порах. 10 апреля Милошевич дебютировал за основной состав стокгольмцев в матче с «Мьельбю», выйдя на поле с первых минут. Уверенная игра Александра привлекла внимание нескольких английских клубов, среди которых «Арсенал», «Ливерпуль», «Тоттенхэм Хотспур» и «Сандерленд», а также сербский «Партизан» и голландский «Аякс». Сделанное бременским «Вердером» предложение о покупке Милошевича было отвергнуто руководством АИКа.
7 января 2015 года Милошевич перешёл в турецкий «Бешикташ», подписав контракт на пять лет.

### В сборных
Провёл несколько матчей за юношескую сборную Сербии, составленную из футболистов не старше 17 лет. В феврале 2011 года принимал участие в составе сборной Швеции в юношеском турнире в испанской Ла-Манге. В первых двух матчах турнира он оставался на скамейке запасных, а в заключительной игре с Португалией вышел в стартовом составе. За своё выступление в первенстве Швеции в конце мая получил приглашение в молодёжную сборную Швеции на июньские матчи со сборными Норвегии и Сербии. В первом матче, в котором шведы победили 4:1, Александр не участвовал, но во второй встрече 4 июня вышел в стартовом составе, а Швеция вновь победила 2:1.

## Личная жизнь
Его отец — Горан Милошевич иммигрант из Сербии. Мать — шведка. Поэтому Александр мог выбирать за сборную какой страны ему играть.